# Ismael Corraliza
Ismael Corraliza Coba (nacido el 28 de febrero de 2000, en Córdoba) es un jugador de baloncesto español, que ocupa la posición de base. Actualmente milita en el Club Polideportivo La Roda de Liga LEB Plata.

## Biografía
Es un base formado en las categorías inferiores del Colegio Maristas Córdoba y en 2016 con apenas 16 años ingresó en la cantera del CB Murcia.
Durante las temporadas 2016-17 y 2017-18 alternaría su participación del equipo junior con el filial de Liga EBA.
Durante las temporadas 2018-19 y 2019-20 jugaría en las filas del UCAM Murcia CB B de Liga EBA, promediando el primer año 5,3 puntos y en la segunda temporada 13,1 puntos.
En verano de 2020, el jugador cordobés sería uno de los cuatro canteranos elegidos por el UCAM Murcia de la Liga Endesa para realizar con el primer equipo la pretemporada.
El 15 de abril de 2021, debuta en Liga Endesa en un encuentro que acabaría con victoria por 55 a 84 frente al Real Betis Baloncesto. Ismael jugaría 3 minutos y 39 segundos en los que anotaría 2 puntos.
El 25 de agosto de 2021, firma por el Decolor Fundación Globalcaja La Roda de Liga LEB Plata.
El 26 de julio de 2022, firma por el CB Benicarló de Liga LEB Plata.
El 26 de agosto de 2023, firma por el Club Polideportivo La Roda de la Liga LEB Plata.